# Venus Optics

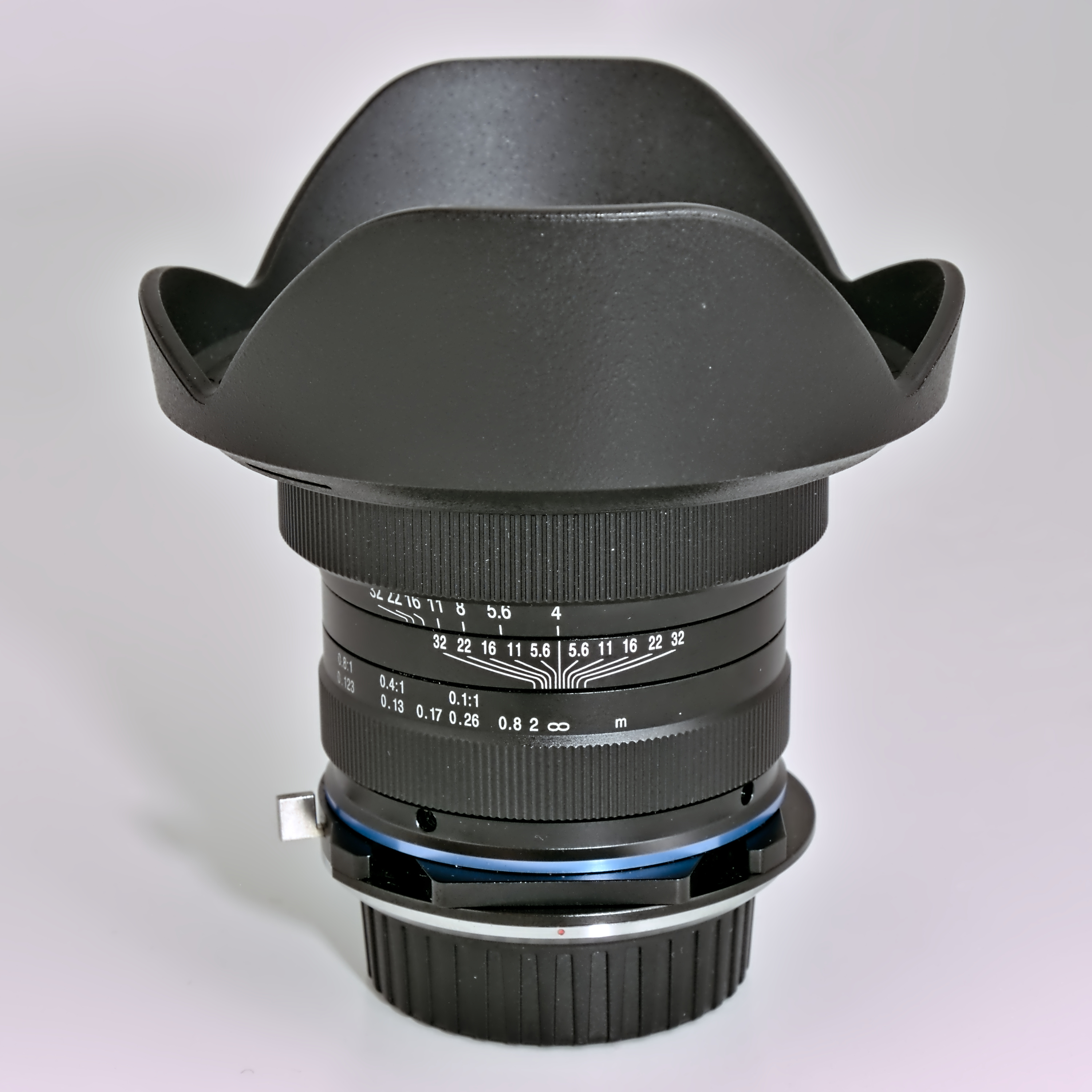
Laowa-15-mm-f/4-1:1-Weitwinkel-Makroobjektiv

Venus Optics (Anhui ChangGeng Optics Technology Co., Ltd.) ist ein chinesischer Hersteller fotografischer Wechselobjektive, der in den Bereichen (Ultra-) Makroobjektive und (Super-) Weitwinkelobjektive neuartige Konzepte entwickelt. Sitz der Unternehmensleitung und Produktionsstandort ist Hefei in der Provinz Anhui. Vertrieb und Marketing liegen in Hongkong sowie in den Vereinigten Staaten von Amerika.

## Gründung und Idee
Das Unternehmen wurde 2013 ins Leben gerufen. Gründer, Geschäftsführer und Chefentwickler ist Dayong Li, ein Optoelektroniker, der seinen Abschluss an der Technischen Universität Peking erworben hat.
Venus Optics entwickelt und fertigt unter Marke Laowa (zu deutsch: 'alter Frosch') innovative, teils neuartige fotografische Objektive.

## Objektive

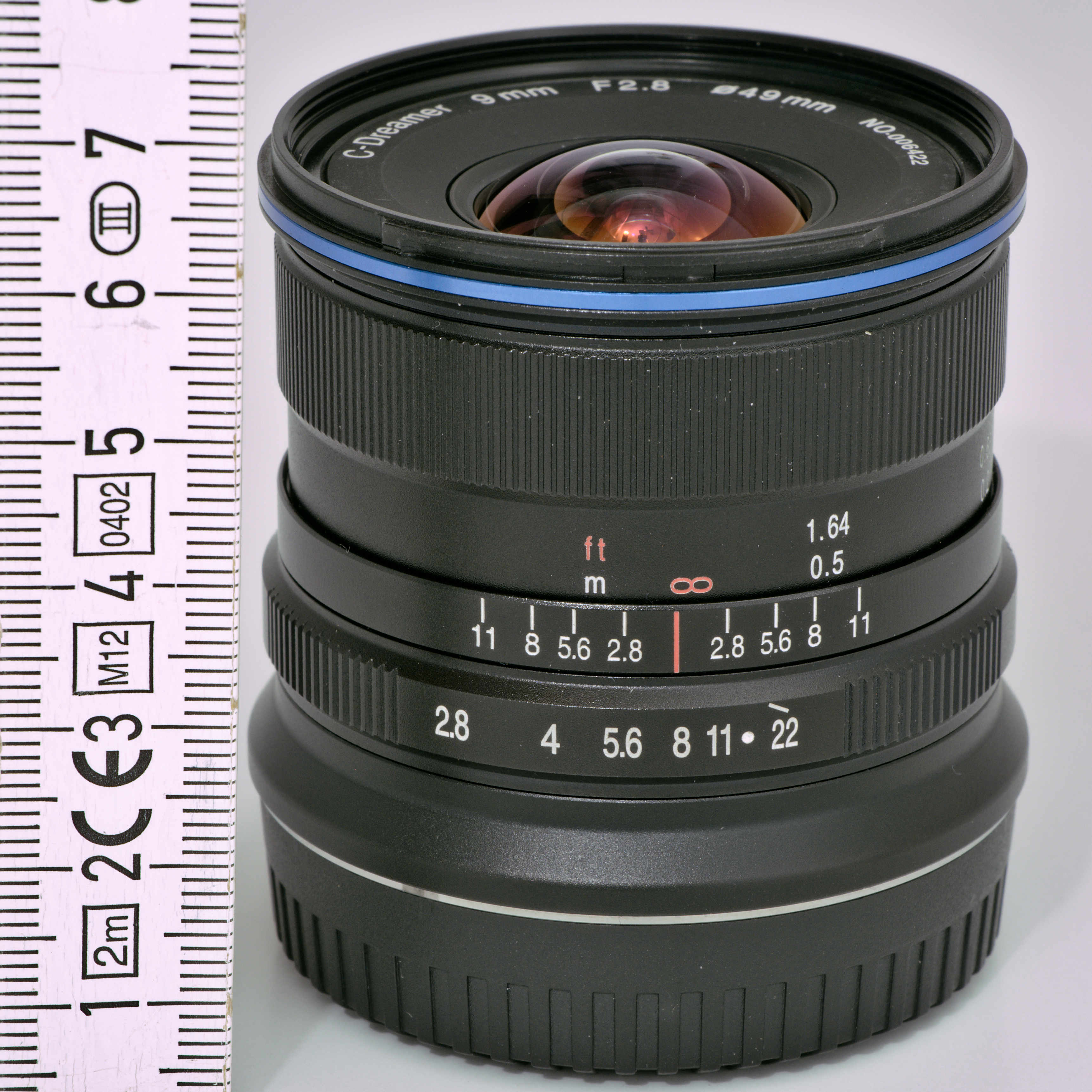
Verzeichnungsarmes Laowa-9-mm-Superweitwinkelobjektiv f/2,8 für APS-C und MFT in besonders kompakter Bauweise (hier: Fujifilm-X-Bajonett)

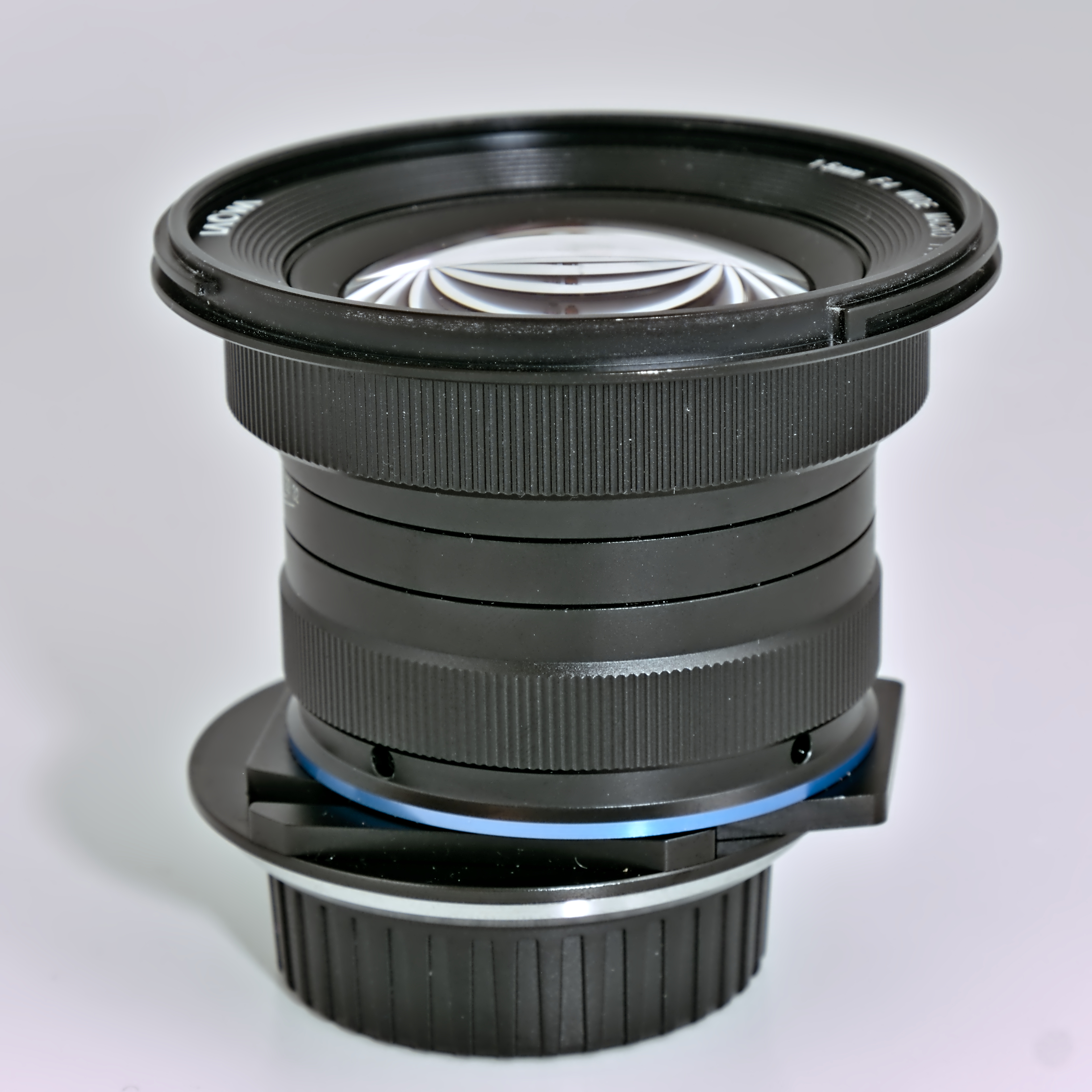
Laowa-15-mm-Weitwinkel-1:1-Makroobjektiv f/4 für Vollformat mit zusätzlicher Shift-Funktion (hier: Nikon-F-Bajonett; Shift-Funktion voll ausgefahren)

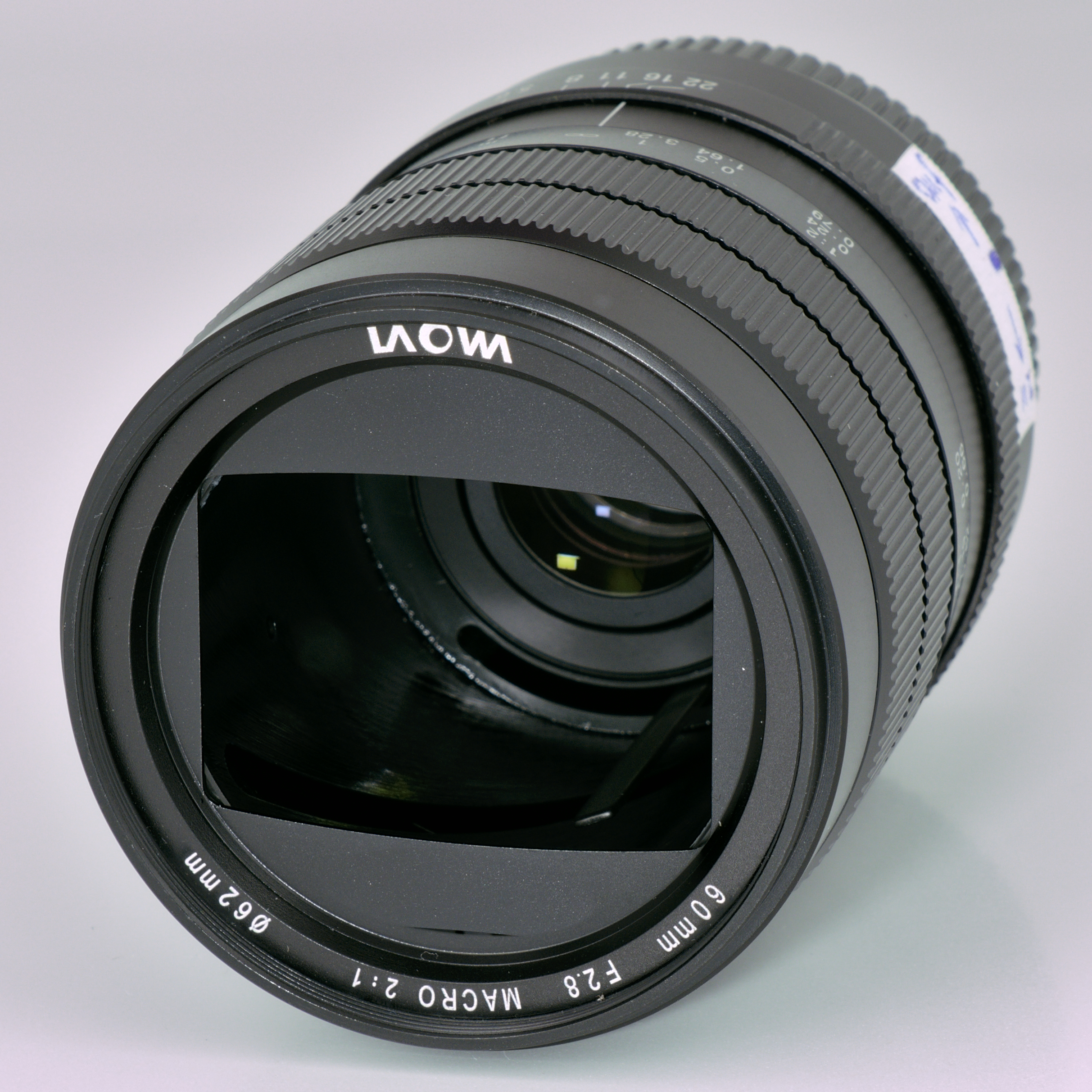
60-mm-Makroobjektiv f/2,8 für Vollformat (hier: Canon-EF-Bajonett) mit maximalem Abbildungsmaßstab 2:1. Die Aufnahme zeigt das Objektiv in unendlich-Stellung. Zur Entfernungs- und Naheinstellung wird die gesamte Linsengruppe verschoben.

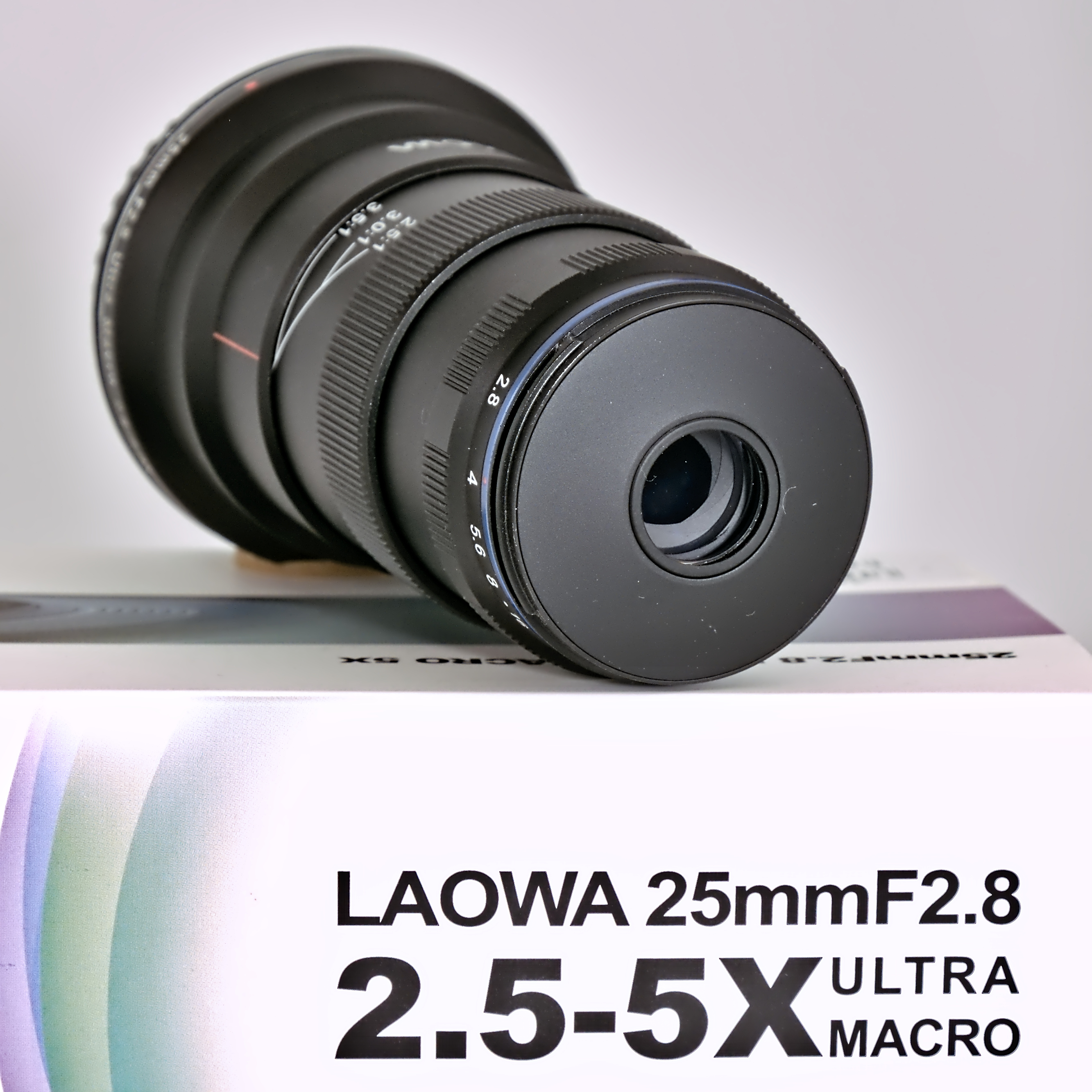
Laowa-25-mm-Lupenobjektiv f/2,8 für Vollformat mit besonders großem Arbeitsabstand (hier: Canon-EF-Bajonett)

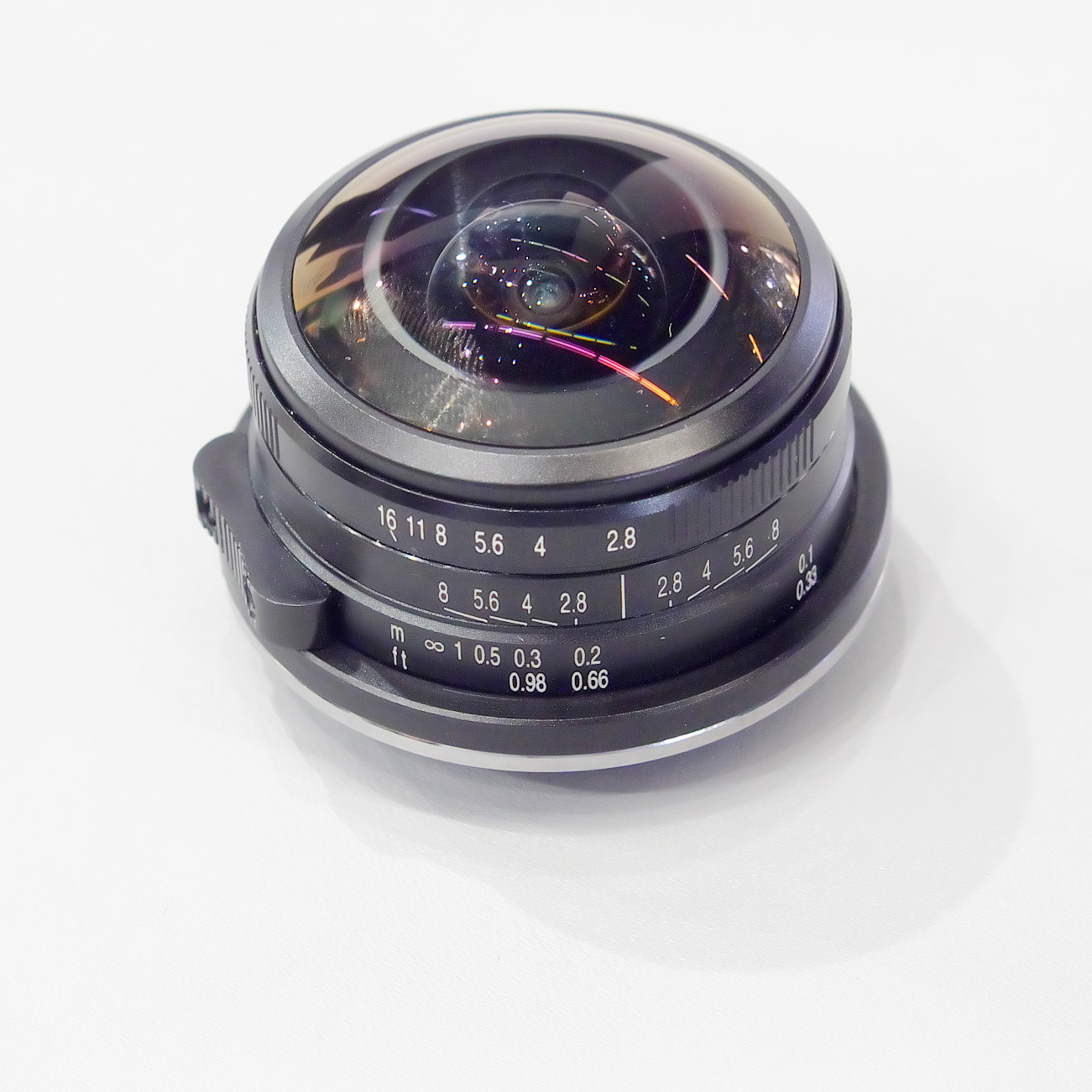
Laowa-Fischaugenobjektiv 4 mm f/2,8 für MFT

### Innovationen
Im Jahr 2015 führte Venus Optics mit seinem ersten Produkt, dem 60 mm f/2,8 2x Ultra Macro, das weltweit erste Makroobjektiv ein, welches einen maximalen Abbildungsmaßstab von 2:1 bietet und dennoch auf unendlich fokussiert werden kann. Im selben Jahr wurde mit dem 15 mm f/4 Wide Angle Macro ein 1:1-Makroobjektiv mit einem in diesem Bereich bis heute unübertroffen großen Bildwinkel von 110° eingeführt. Es erlaubt das Abbilden kleiner Objekte unter Einbeziehung deren Umgebung, was bei Makroobjektiven mit üblichen Brennweiten wegen der geringen Schärfentiefe nahezu unmöglich ist. Durch die kurze Brennweite kann bei kleiner Blende eine relativ große Schärfentiefe erzielt werden, beziehungsweise bleiben nicht im unmittelbaren Schärfebereich liegende Objekte immer noch gut erkennbar, was ungewöhnliche Aufnahmen ermöglicht. Das Objektiv wurde zudem mit einer Shift-Funktion für Querformat ausgestattet. Ein weiteres neues Objektivkonzept ist das röhrenförmige 24 mm f/14 2x-Makroobjektiv, mit welchem Makroaufnahmen aus großem Abstand, unter engen räumlichen Verhältnissen rund um das Objekt, und sogar Aufnahmen in Flüssigkeiten, möglich sind.
Im Jahr 2018 wurde von Venus Optics ein Lupenobjektiv mit dem maximalen Abbildungsmaßstab 5:1 eingeführt. Die Auswahl an Objektiven in diesem Nischenbereich ist eng begrenzt. Das Laowa-Lupenobjektiv bietet einen großen Arbeitsabstand ähnlich wie das ältere Canon 65 mm MP-E f/2,8, zeichnet sich aber durch eine wesentlich kompaktere Bauweise und etwa 45 % Gewichtsersparnis aus.
Alleinstellungsmerkmale der Laowa-(Super-)Weitwinkelobjektive sind – jeweils unterschiedlich gewichtet im Portfolio – sehr geringe Verzeichnung („Zero-D“ für ‚zero distortion‘) selbst bei sehr kleinen Brennweiten, hohe Lichtstärke sowie eine besonders kompakte Bauweise. So wurde im Jahr 2017 mit dem 15 mm f/2,0 Zero-D das weltweit lichtstärkste Superweitwinkelobjektiv für Vollformatkameras eingeführt. Anfang 2020 führte Venus ein verzeichnungsarmes und kompaktes 12-mm-Cine-Objektiv mit einer Naheinstellgrenze von 18 cm ein.
| Brennweite [mm] | Lichtstärke | Sensorformat                | Brennweite Kleinbildäquivalent [mm] | Bezeichnung                | Markteinführung | Alleinstellungsmerkmal(e) zum Zeitpunkt der Markteinführung |
| --------------- | ----------- | --------------------------- | ----------------------------------- | -------------------------- | --------------- | --- |
| 4               | f/2,8       | Micro Four Thirds (MFT)     | 8                                   | Fisheye MFT                | 2019            | Kleinste verfügbare Brennweite (210° Bildwinkel) in einem kompakten Fischaugenobjektiv für das Kamerasystem MFT. Durch die sehr leichte Bauweise für Drohnenfotografie geeignet |
| 7,5             | f/2         | MFT                         | 15                                  | MFT                        | 2017            | Einzigartig ist die Kombination aus hoher Lichtstärke und rektilinearer (gnomonischer) Abbildung im Superweitwinkelbereich für das MFT-Format. Das Objektiv ist auch in einer Ultraleichtversion für die Drohnenfotografie erhältlich. |
| 7,5             | t/2,1       | MFT Cine                    | 15                                  | MFT                        | 2020            | Cine-Objektiv. Bildwinkel 110°. |
| 9               | f/2,8       | APS-C                       | 13,5                                | Zero-D                     | 2018            | Einzigartig ist die Kombination aus hoher Lichtstärke und rektilinearer (gnomonischer) Abbildung im Superweitwinkelbereich für das APS-C-Format. Ultrakompakte Bauweise. Geringe Naheinstellgrenze (12 cm). Das Objektiv ist auch in einer MFT-Version erhältlich. |
| 9               | t/2,9       | APS-C                       | 13,5                                | Zero-D Cine                | 2020            | Rektilinear (gnomonisch) abbildendes Cine-Objektiv. Bildwinkel 113°. |
| 9               | f/5,6       | Vollformat                  | 9                                   | FF Rectilinear (RL)        | 2020            | Weltweit erstes 9-mm-Objektiv mit rektilinearer (gnomonischer) Abbildung für Kleinbildformat. Naheinstellgrenze 12 cm. |
| 10              | f/2         | MFT                         | 20                                  | Zero-D MFT                 | 2021            | Verzeichnungsarm, äußerst klein und leicht (125 g), 96° Bildwinkel, elektrisch gesteuerte Blende, Exif-Datenübertragung |
| 10-18           | f/4,5-5,6   | Vollformat                  | 10-18                               | Zoom                       | 2018            | Größter Zoomfaktor im Superweitwinkelbereich für Vollformatkameras. Kompakte Bauweise. |
| 11              | f/4,5       | Vollformat                  | 11                                  | FF Rectilinear (RL)        | 2020            | Für spiegellose Kameras. Bildwinkel 126°. Verzeichnungsarm. Kompakte Bauweise. Naheinstellgrenze 19 cm. |
| 12              | f/2,8       | Vollformat                  | 12                                  | Zero-D                     | 2016            | Einzigartig ist die Kombination aus hoher Lichtstärke und rektilinearer (gnomonischer) Abbildung im Superweitwinkelbereich für Vollformatkameras |
| 12              | t/2,9       | Vollformat                  | 12                                  | Zero-D Cine                | 2020            | Derzeit extremstes Weitwinkel-Cine-Objektiv für Vollformat und VistaVision mit einem Bildwinkel von 122°. Verzeichnungsarm. Verfügbar für Arri P-, Canon EF- und Sony E-Bajonett. Kompakte Bauweise. |
| 14              | f/4         | Vollformat                  | 14                                  | FF Rectilinear (RL) Zero-D | 2020            | Für spiegellose Kameras. Bildwinkel 114°. Verzeichnungsarm. Kompakte Bauweise. |
| 15              | f/2         | Vollformat                  | 15                                  | Zero-D                     | 2017            | Lichtstärkstes Weitwinkelobjektiv in dieser Brennweitenklasse für Vollformatkameras. Verzeichnungsarm. Geringe Naheinstellgrenze. |
| 15              | t/2,1       | Vollformat                  | 15                                  | Zero-D Cine                | 2020            | Rektilinear (gnomonisch) abbildendes Cine-Objektiv. Bildwinkel 110°. Naheinstellgrenze 15 cm. |
| 15              | f/4         | Vollformat                  | 15                                  | Wide Angle Macro           | 2015            | Einzigartig ist die kleine Brennweite im Makrobereich, welche die Umgebung der Objekte mit abzubilden erlaubt. Integrierte Shift-Funktion für Querformat-Aufnahmen. (Mit der kurzen Brennweite geht physikalisch bedingt ein relativ geringer Arbeitsabstand einher.) |
| 15              | f/4,5       | Vollformat und Mittelformat | 15                                  | Zero-D Shift               | 2020            | Stärkstes Weitwinkel-Shiftobjektiv mit dem größten Bildwinkel für Mittel- und Vollformatkameras. Maximale Verschiebung ±11 mm (360°). Verzeichnungsarm. |
| 17              | f/1,8       | MFT                         | 34                                  | Prime                      | 2019            | Alleinstellungsmerkmal sind die kompakten Abmessungen und das geringe Gewicht (172 g) in Verbindung mit der relativ hohen Lichtstärke. Aus diesem Grunde ist dieses Objektiv auch für die Drohnenfotografe geeignet. Geringe Naheinstellgrenze (15 cm). |
| 17              | f/4         | Fujifilm-G (Mittelformat)   | 13,5                                | Ultra-Wide GFX Zero-D      | 2019            | Kleinste verfügbare Brennweite (Bildwinkel 113°) für das Fujifilm-G-Bajonett. |
| 24              | f/14        | Vollformat                  | 24                                  | 2x Macro Probe             | 2018            | Neuartiges Objektivkonzept. Ermöglicht einen großen Abstand des Fotografen vom Objekt. Es sind Aufnahmen in wässrigen Flüssigkeiten möglich. |
| 25              | f/2,8       | Vollformat                  | 25                                  | 2.5-5x Ultra Macro         | 2018            | Einzigartig ist die kompakte und leichte Bauweise für ein Lupenobjektiv mit relativ großem Arbeitsabstand (40-45 mm). |
| 25-100          | t/2,9       | Vollformat                  | 25-100                              | OOOM Cine                  | 2020            | Verfügbar für Arri P-, Canon EF- und Sony E-Bajonett. Naheinstellgrenze 60 cm. |
| 33              | f/0,95      | APS-C                       | 50,5                                | Argus CF APO               | 2021            | Dank eines stufenlos einstellbaren Blendenrings und reduzierten Focus-Breathings wendet sich das Objektiv auch an Filmer. |
| 50              | f/2,8       | MFT                         | 100                                 | 2x Ultra Macro             | 2020            | MFT-Analogon der 65-mm- und 100-mm-APO-Makroobjektive |
| 60              | f/2,8       | Vollformat                  | 60                                  | 2x Ultra Macro             | 2015            | Erstes von Venus Optics eingeführtes Objektiv. Weltweit erstes Makroobjektiv mit maximalem Abbildungsmaßstab 2:1, das auch unendlich fokussiert werden kann. |
| 65              | f/2,8       | APS-C                       | 97,5                                | 2x Ultra Macro APO         | 2020            | Kompakte und leichte APS-C-Version des 100 mm 2x Ultra Macro APO f/2,8. Maximaler Abbildungsmaßstab 2:1; kann auch auf unendlich fokussiert werden. |
| 100             | f/2,8       | Vollformat                  | 100                                 | 2x Ultra Macro APO         | 2019            | Das nach dem Laowa 60 mm f/2,8 Ultra Macro 2:1 weltweit zweite Objektiv mit maximalem Abbildungsmaßstab 2:1 und der gleichzeitigen Einstellmöglichkeit auf unendlich. Minimale chromatische Aberration. Erstes Venus Optics-Objektiv mit Blendenmotor für eine automatische Blenden- und Exif-Übertragung bei Canon-Kameras. Die Variante mit Nikon-Anschluss besitzt einen Blendenring mit Blendenkupplung |
| 105             | f/2         | Vollformat                  | 105                                 | Smooth Trans Focus (STF)   | 2016            | Eingebautes Apodisationselement für kreativ-bildgebende Fotografie. Das Objektiv erzeugt ein sanftes Bokeh bei scharf abgebildetem Objekt |

Laowa-Objektive sind für diverse Objektivbajonettanschlüsse passend erhältlich und können mit Objektivadaptern auf andere Systeme (etwa APS-C-Kameras) montiert werden.

### Nachteile manueller Objektive
Die heute verfügbaren Laowa-Objektive sind – mit wenigen Ausnahmen, vgl. 100 mm f/2,8 2x Ultra Macro APO – rein manuell gesteuert, bieten also weder Autofokus (AF) noch Bildstabilisator (OIS), was aber sowohl im (Super-)Weitwinkel- als auch im (Ultra-)Makrobereich i. d. R. nur eine untergeordnete Rolle spielt. Kameragesteuertes automatisches Focus bracketing, etwa um eine Aufnahmereihe für das Focus stacking anzufertigen, ist mangels AF-Motor mit manuellen Objektiven nicht möglich.
Ferner steht keine Springblendenfunktion zur Verfügung, was je nach Lichtverhältnissen bei kleiner Blendeneinstellung bei Spiegelreflexkameras zu einer Verdunkelung des Sucherbildes führen kann. Kameras mit elektronischem Sucher können den Lichtverlust in gewissen Grenzen ausgleichen.
Von rein manuellen Objektiven werden in digitalen Kamerasystemen keine Metadaten an das Kameragehäuse übertragen, so dass diese auch nicht in den Bilddateien abrufbar sind, wie beispielsweise Daten im standardisierten Exchangeable Image File Format (EXIF). Daher ist es dem Kameragehäuse oder der nachfolgenden Bildverarbeitung nicht möglich, eine automatische Kompensation von Lage- und Abbildungsfehlern in den Abbildungen durchzuführen, wie zum Beispiel in Bezug auf die Verzeichnung, die Vignettierung, den Farbquerfehler oder auch von der Blendenzahl abhängige die Beugungsbegrenzung. Infolgedessen müssen diese Abbildungsfehler gegebenenfalls manuell korrigiert werden.
Venus Optics schließt die zukünftige Entwicklung von weiteren Objektiven mit elektronischen Funktionen nicht aus.